# Stauanlage

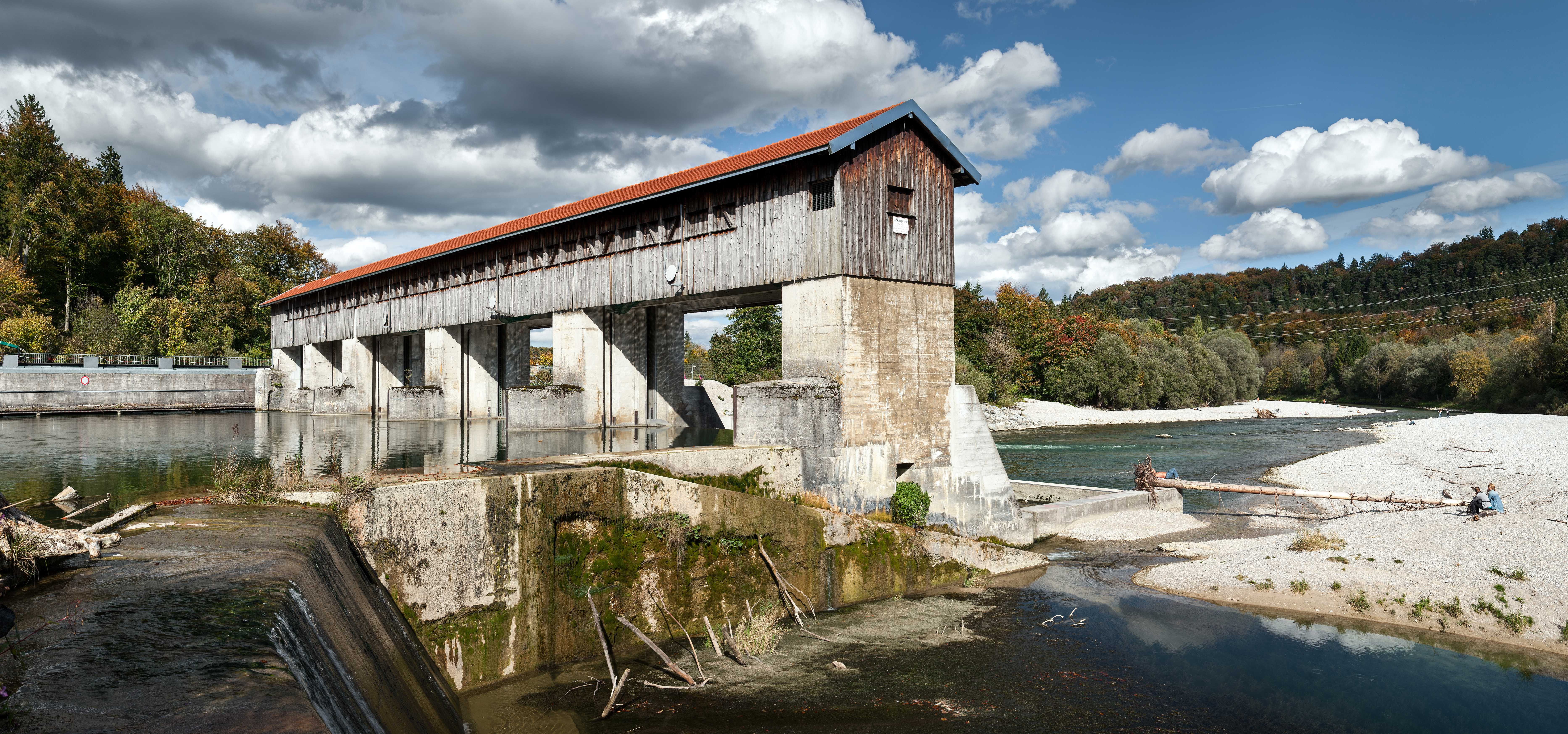
Aufstauung der Isar am Isarstauwehr Baierbrunn

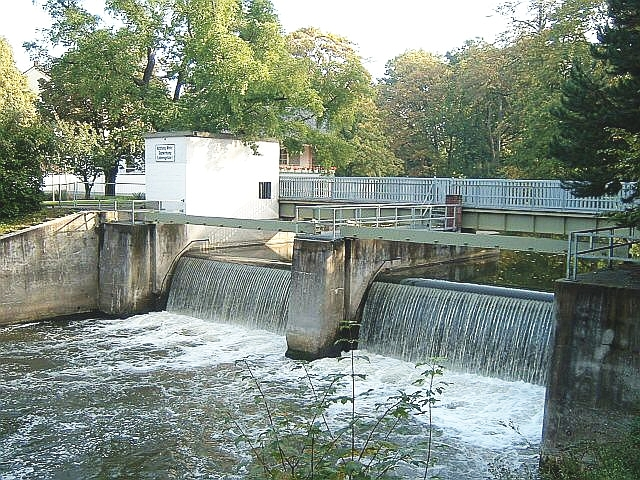
Beispiel Wehr: Niddawehr

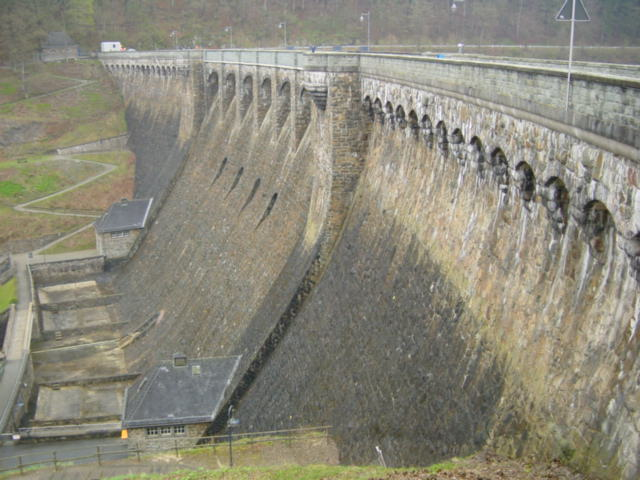
Beispiel Talsperre: Diemeltalsperre

Stauanlagen sind künstliche Bauwerke im Wasserbau, die eine Fallstufe bilden und den Aufstau eines Fließgewässers bewirken. Der Hauptzweck ist die Speicherung von Wasser für unterschiedliche Zwecke sowie der Hochwasserschutz und die Regelung der Durchflussmenge. Ansonsten dient der Stauraum zum Auffangen und Absetzen von Schwebestoffen, Geschiebe, Schlamm, Treibeis oder Lawinenschnee. In DIN 4048-1 wird die Stauanlage definiert als:
```
„Absperrbauwerk mit zugehörigem Staubecken oder Speicherbecken. Man unterscheidet 
Talsperren
, 
Hochwasserrückhaltebecken
, 
Staustufen
, 
Pumpspeicherbecken
, 
Sedimentationsbecken
, 
Stauteiche
 und 
Geschiebesperren
“.
[
1
]
```

Eine Stauanlage setzt sich zusammen aus einem Absperrbauwerk – Staumauer, Staudamm oder Wehranlage – und dem in der Folge sich bildenden Stausee oder Staubecken. Sind weitere Bauwerke wie ein Kraftwerk und/oder eine Schleuse neben dem Absperrbauwerk angeordnet gehören diese definitionsgemäß ebenfalls zur Stauanlage. Sie können sich in oder neben einem Fließgewässer befinden (Hauptschluss oder Nebenschluss). Weiteres mit einer Liste der zugehörigen Begriffe findet man unter Stauanlagenbau.
Während Talsperren über den Querschnitt des Wasserlaufs hinaus den ganzen Talquerschnitt absperren, sperren Staustufen im Wesentlichen nur den Fluss und nicht die ganze Talbreite ab. Dabei sind oberhalb der Staustufe seitliche Deiche oder Deicherhöhungen erforderlich, um ein Ausufern des Gewässers besonders bei Hochwasser zu verhindern. Auch diese gehören zur Stauanlage.
Der Bau und Betrieb von Stauanlagen benötigt in Deutschland eine wasserrechtliche Genehmigung. Je nach Art der Stauanlage können von ihr biologische, chemische oder physikalische Beeinträchtigungen der Eigenschaften eines Gewässers und seiner Aue ausgehen. Beim Neubau einer Stauanlage muss der Eingriff in Natur und Landschaft durch geeignete Maßnahmen ausgeglichen werden. Um den Wanderfischen und anderen aquatischen Lebensformen die natürliche Wanderbewegung zu ermöglichen, wird durch die Wasserrahmenrichtlinie der Europäischen Union für alle Fließgewässer die ökologische Durchgängigkeit gefordert. 
Schwimmende Tauchwände erwecken den Eindruck einer Stauanlage, lassen jedoch nachströmendes Wasser unterhalb passieren und halten lediglich auf der Oberfläche schwimmende Stoffe zurück.

## Sicherheit
Das Versagen von Stauanlagen, insbesondere Talsperren-Katastrophen, kann enorme Schäden verursachen. Deshalb werden hohe Anforderungen an die Projekte, den Bau und den Betrieb sowie an die Kontrolle großer Stauanlagen gestellt und die Gesetzgebung schreibt in der Regel umfassende Sicherheitskonzepte vor.